# Enric Xargay Llaona
Enric Xargay Llaona   (Sarrià de Ter, 6 d'abril de 1964) és un antic pilot d'automobilisme català. S'inicià com a pilot de ral·lis el 1986 al volant d'un R5 TL i al cap de poc passà a un R5 GT Turbo amb el seu germà Josep de copilot. El 1988 fou subcampió de Catalunya, ja que aconseguí, entre altres triomfs, la victòria en el Ral·li Costa Brava-Lloret. Guanyà la Copa Renault Catalunya (1988-1989 i 1994), el Campionat de Catalunya absolut (1989 i 1994) i el Campionat de Catalunya del Grup N (1994), primer amb l'R5 GT i després amb un Renault Clio Williams.
Posteriorment, formà part de l'Escuderia Baix Empordà i, al volant d'un BMW 2002, guanyà en alguna ocasió el Ral·li Costa Brava de velocitat de vehicles històrics, obtingué la victòria en velocitat espanyola i participà en la Copa d'Europa FIA.